# Leonard Henrik Rääf
Leonard Henrik Rääf, född 27 april 1745 i Asby församling, Östergötlands län, död 1 juli 1810 i Kisa församling, Östergötlands län, var en svensk häradshövding.

## Biografi
Leonard Henrik Rääf föddes på Demshult i Asby socken. Han var son till Adam Johan Rääf och Brita Greta Oldenburg. Rääf blev 23 februari 1761 student vid Uppsala universitet och 26 mars 1764 auskultant i Göta hovrätt. Han blev 1767 vice häradshövding, 20 september 1769 hovjunkare, 1772 ledamot av Nedre borgrätten och 12 juli 1774 extra ordinarie kanslist i nedre Justitierevisionsexpeditionen. Rääf blev 30 januari 1778 häradshövding i Kinda och Ydre häraders domsaga, 24 januari 1780 ledamot av Patriotiska sällskapet och fick 26 februari 1790 lagmans titel. Han avled 1810 på Tomestorp i Kisa socken och begravdes vid Kisa kyrka.
Han fick redan 27 april eller vid 20 års ålder sitt första domarförordnande och förestod sedan länge häradshövdingen Sigfrid Gahm, då ännu odelade vidsträckta domsaga, innefattande även Kinda och Ydre, där han sedermera själv blev ordinarie domare. Rääf njöt ett orubbat förtroende och hade såsom domhavande det anseende, att han stillade ett till myteri gränsande uppträde vid Sunds tingställe under en rannsakning i landshövdingen, greve Fredrik Georg Strömfelts närvaro om misshandel av brännvinsfiskaler.

### Egendom
Rääf ägde gårdarna Utala i Oppeby socken och Tomestorp i Kisa socken.

### Familj
Rääf gifte sig första gången 24 maj 1782 på Tomestorp i Kisa socken med Catharina Magdalena von Gardemein (1754–1783), dotter till majoren Arvid Reinhold von Gardemein och Christina Charlotta Grund. De fick tillsammans barnen kornetten Reinhold Adam Rääf (1783–1804) vid Mörnerska husarregementet och Leonard Fredrik Rääf (1783–1783).
Rääf gifte sig andra gången 24 augusti 1784 på Brandsnäs i Torpa socken med Hedvig Charlotta Grönhagen (1756–1810), dtter till majoren Adam Fredrik Grönhagen och Ulrika Charlotta von Olthoff. De fick tillsammans barnen Charlotta Eleonora Rääf (1785–1821) som var gift med kammarjunkaren Carl Åke Hammarskjöld, kammarjunkaren Leonard Fredrik Rääf (1786–1872), Carl Gustaf Rääf (1787–1788), lanthushållaren Svante Henrik Rääf (1789–1822), Gustaf Rääf (1792–1792) och Magdalena Rääf (1792–1824).